# Desa Cibitung (administrativ by i Indonesien, Jawa Barat, lat -6,93, long 107,30)
Desa Cibitung är en administrativ by i Indonesien.   Den ligger i provinsen Jawa Barat, i den västra delen av landet, 90 km sydost om huvudstaden Jakarta.